# Elegía a la muerte Guatimocín, mi padre, alias el Globo
Elegía a la muerte de Guatimocín, mi padre, alias el Globo fue un poemario escrito por el venezolano Caupolicán Ovalles, publicado por primera vez en 1967 por las Ediciones del Techo de la Ballena, ilustrado con grabados de Carlos Contramaestre.En aquella primera edición, el título incluía la expresión “en rojo” tras la palabra “elegía”, pero fue sustraída por el autor para el segundo momento de su publicación, en 1972, cuando pareció integrado al poemario Copa de huesos. 
En este texto, Ovalles desarrolla sus recuerdos sobre su padre y en torno a la muerte prematura de este, ocurrida en 1944, cuando el poeta contaba apenas con ocho años de edad.

## La muerte como punto de partida
Sobre el fallecimiento de Guatimocín Ovalles, llegó a dar detalles Caupolicán en entrevistas concedidas a la prensa y en diferentes discursos y textos escritos por él. En una columna publicada en el suplemento Verbigracia del diario venezolano El Universal, bajo el título “Caupolicán Ovalles desde la más lejana niñez”, el poeta relató:
“Podría contar una cosa terrible, mi padre se enamoró de un hermano mío llamado Atahualpa, y lo besó y lo mató a los once meses de nacido, la depresión que le vino a mi padre, por haber besado, haber siquitrillado(sic) la existencia de ese niño llamado Atahualpa, fue lo que le produjo su muerte (…) Yo sé que mi padre logró superar el conflicto de la tuberculosis, nosotros fuimos a la casa del doctor Rivas y nos hizo el examen a los tres, a Guatimocín padre, hijo menor y a mí, y nos dijo: “Los muchachos estuvieron contaminados; Lautaro tiene una huella en el pulmón y Caupolicán tiene una sombra, y en cuanto a ti, Guatimocín, tú eres como los gatos, tienes siete vidas, estás perfecto”. Ya se había eliminado la tuberculosis, No sé por qué azar o por qué depresión dejó él de tomar todos los remedios, todos los rigores y cuando viene la muerte de mi hermano Atahualpa, mi papá asume el tronido, la ciencia con la gran tristeza, y se muere delante de nosotros, no de una manera aparente de morir sino de una manera real de morir”.

## Estructura
En la Elegía a la muerte de Guatimocín, mi padre, alias El Globo, Caupolicán revive sus recuerdos en un estilo que se debate entre el verso y la prosa poética. Evoca el momento de la muerte, exorciza su propio sentimiento de culpa, se arriesga a imaginar conversaciones presentes y recuerda, en tono lúdico, los momentos que compartió con él en vida.
El poemario se encuentra dividido en seis partes: cinco “versiones” y un poema titulado El Guati. Cada una de ellas representa una variación de las formas halladas por este poeta para aproximarse desde la palabra al insoslayable espacio de las memorias y las ficciones que le habitaban.
Como representante de la vanguardia literaria en Venezuela de finales del siglo XX, Ovalles abordó la aproximación a su padre desde la ruptura de las estructuras convencionales en la escritura, además de la ironía y el desparpajo en el tono, como también había hecho anteriormente al plantear sus visiones políticas en  el poemario ¿Duerme usted, señor presidente? (1962).
En sus textos poéticos, Ovallesplanteó también aproximaciones metafóricas a la muerte de su padre. Como en la Quinta versión. El Globo:
“GUATIMOCÍN OVALLES mi padre como era frágil
siempre decía
que
Él
ERA
un globo desinflándose
(…)
PARTICULARMENTE nunca he sido afecto
a la dichosa idea del globo
porque
PIENS
O
que su muerte fue más que nada por
d e s i n f l a m i e n t o
se podía decir que el hombre famoso
hizo p l o p (y listo
pasó
a la
otra
linda
vida)”
El poemario se puede leer, actualmente, compilado en la antología poética y otros textos En (des) uso de razón, editada por la Fundación Caupolicán Ovalles y Rayuela Taller de Ediciones, en 2016.